# Canales (Granada)

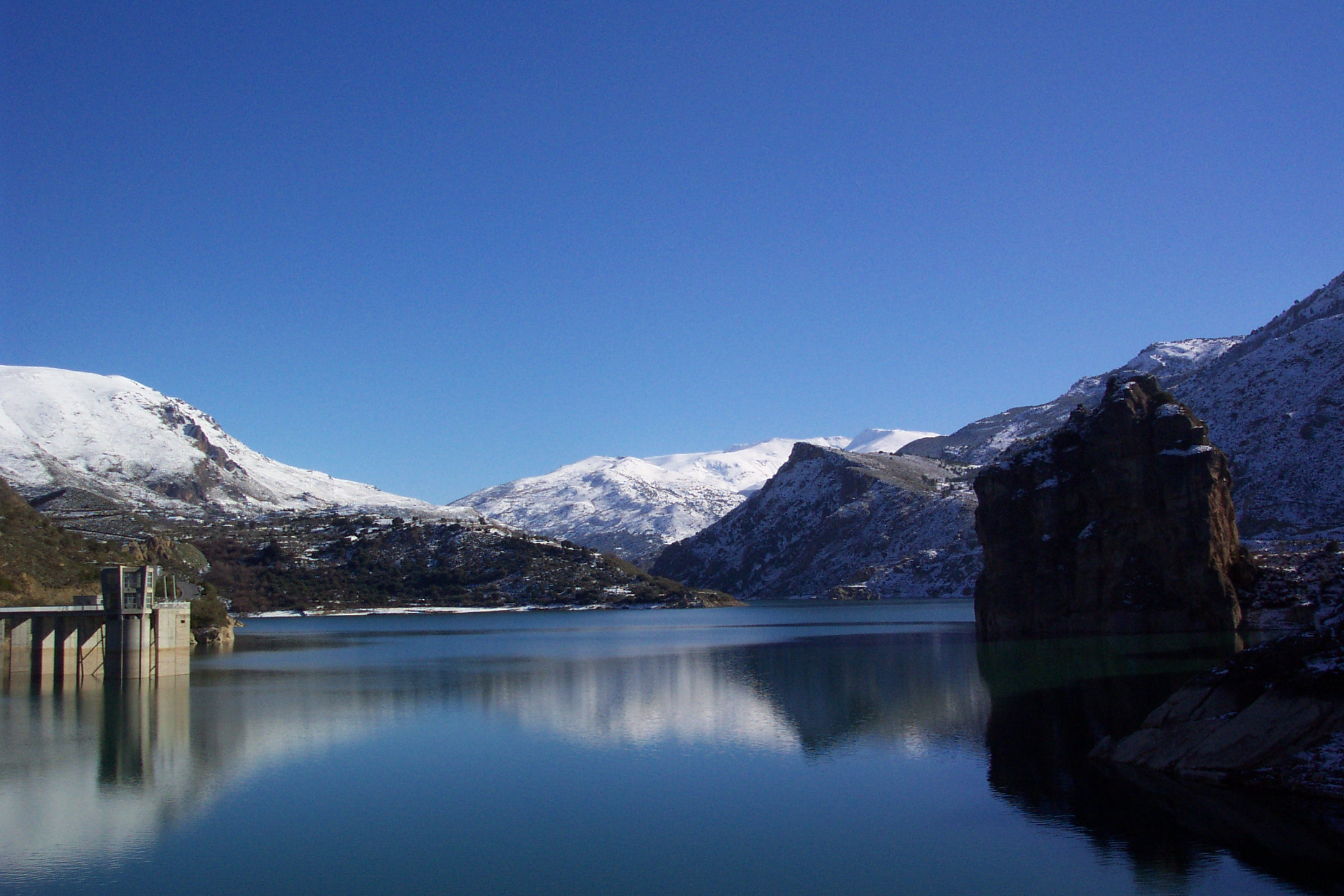
Vista del embalse de Canales.

Canales es una localidad y pedanía española perteneciente al municipio de Güéjar Sierra, en la provincia de Granada, comunidad autónoma de Andalucía. Está situada en la parte centro-este de la comarca de la Vega de Granada. Cerca de esta localidad se encuentra el núcleo de Pinos Genil.
Canales se sitúa en la ladera oeste de Sierra Nevada y a una altitud de 1.091 m s. n. m., rodeada de parajes naturales como El Purche, Los Cahorros, Las Víboras y la única estación de esquí del sur de España.

## Historia
Originalmente fue una alquería del Reino de Granada denominada "Qaryat Qanalis". Su primera mención como Canales aparece en unas escrituras fechadas el 14 de abril de 1504, siendo los primeros propietarios Fernán Franco y Martín Franco. Por entonces Canales tenía una veintena de viviendas y un horno.
Tras pasar por diversas familias a lo largo de los años, en 1746 la alquería fue adquirida por Don José Joaquín de Silva-Bazán, IX Marqués de Santa Cruz de Mudela.
El actual pueblo se trasladó en 1996 a una zona más alta del valle del río Genil tras la construcción pocos años antes del embalse de Canales, en la que el antiguo núcleo quedó totalmente sumergido. Esta presa sirve para el abastecimiento de agua a la ciudad de Granada.
Anteriormente también discurría por la localidad el tranvía de Granada a Sierra Nevada, que fue cerrado en 1974 por la ampliación de la carretera A-395, quedando posteriormente las vías sumergidas en el pantano.

## Demografía
Según el Instituto Nacional de Estadística de España, en el año 2024 Canales contaba con 57 habitantes censados, lo que representa el 1,95% de la población total del municipio.

### Evolución de la población
| Gráfica de evolución demográfica de Canales entre 2014 y 2024 |
|                                                               |
| Datos según el nomenclátor publicado por el INE.              |

## Comunicaciones

### Carreteras
La principal vía de comunicación que transcurre junto a esta localidad es:
| Identificador | Denominación                         | Itinerario           |
| ------------- | ------------------------------------ | -------------------- |
| A-395         | Carretera de Granada a Sierra Nevada | Granada - Pradollano |

Algunas distancias entre Canales y otras ciudades:
| Ciudades      | Distancia (km) |
| ------------- | -------------- |
| Güéjar Sierra | 13             |
| Granada       | 14             |
| Jaén          | 109            |
| Almería       | 176            |
| Murcia        | 299            |

## Cultura

### Monumentos

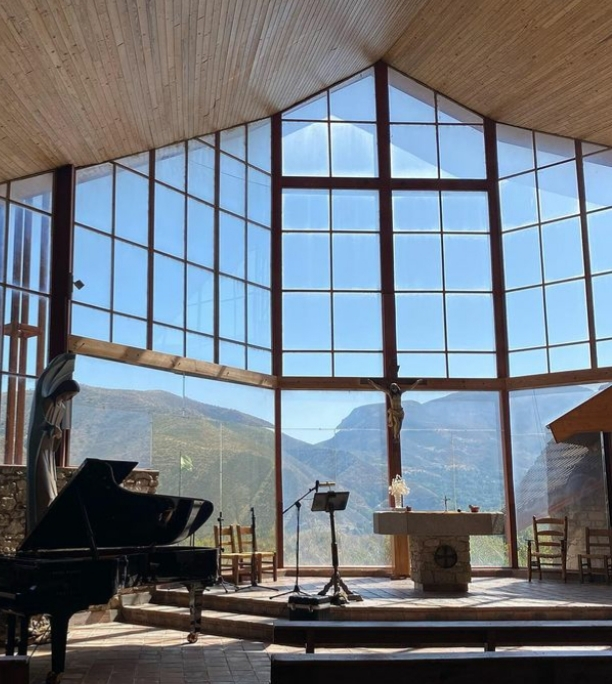
Iglesia de Nuestra Señora de Gracia, en Canales.

El edificio más destacado de la pedanía es la iglesia de Nuestra Señora de Gracia, inaugurado en abril de 1982 por el Arzobispo de Granada, José Méndez Asensio. Su estilo es alpino o de alta montaña, en el que predomina el uso de materiales como la piedra y la madera. El proyecto representó al Colegio de Arquitectos de Andalucía Oriental en la Bienal de arquitectura de Zaragoza 1994-1995.

### Fiestas
Canales celebra sus fiestas el primer fin de semana de septiembre en honor a la Virgen de Gracia, patrona del pueblo.
También se festeja el Día de la Cruz el 3 de mayo, festividad muy común en localidades de toda la provincia.